# Dębna
Dębna – wieś w Polsce położona w województwie podkarpackim, w powiecie sanockim, w gminie Sanok. Leży nad rzeką San.
Pod koniec XIX właścicielem dóbr w Dębnej był Adolf Raszowski. Na przełomie XIX/XX wieku właścicielem posiadłości tabularnej w Dębnej był Stanisław Nowak, który w 1905 posiadał we wsi obszar leśny 351 ha, a w 1911 posiadał 342 ha.
W latach 1975–1998 miejscowość administracyjnie należała do województwa krośnieńskiego.